# Maheshpur Patari
Maheshpur Patari – gaun wikas samiti we wschodniej części Nepalu w strefie Sagarmatha w dystrykcie Siraha. Według nepalskiego spisu powszechnego z 2001 roku liczył on 656 gospodarstw domowych i 3888 mieszkańców (1973 kobiet i 1915 mężczyzn).